# 大神狛麻呂
大神 狛麻呂（おおみわ の こままろ、生没年不詳）は、飛鳥時代から奈良時代にかけての貴族。氏は大三輪とも記される。姓は朝臣。三輪文屋の孫で、大華上・三輪利金の子とする系図がある。官位は正五位上・武蔵守。

## 経歴
文武朝の大宝4年（704年）従五位下に叙爵する。この時に同じく従五位下に昇った官人に穂積山守・巨勢久須比・佐伯垂麻呂・采女枚夫・太安万侶・阿倍首名・田口益人・笠麻呂・石上豊庭・大伴道足・佐太老・漆部道麻呂・米多北助・多治比三宅麻呂・台八嶋らがいる。
従五位上に叙せられた後、和銅元年（708年）丹波守に任ぜられると、和銅4年（711年）正五位下、和銅8年（715年）正五位上・武蔵守に叙任されるなど、元明朝で地方官を務めながら昇進した。

## 官歴
『続日本紀』による。
- 時期不詳：正六位上
- 大宝4年（704年） 正月7日：従五位下
- 時期不詳：従五位上
- 和銅元年（708年） 3月13日：丹波守
- 和銅4年（711年） 4月7日：正五位下
- 和銅8年（715年） 4月25日：正五位上。5月22日：武蔵守

## 系譜
- 父：三輪利金[2]
- 母：不詳
- 生母不詳の子女
  - 男子：三輪鳥養[2]
  - 男子：三輪麻呂[2]
  - 女子：三輪豊島売[2]